# Roodbuikzandhoen
Het roodbuikzandhoen (Pterocles exustus) is een vogel uit de familie van de zandhoenders (Pteroclididae).

## Kenmerken
De vogel is 31 tot 33 cm en weegt 140 tot 290 gram, de vrouwtjes zijn gemiddeld 40 gram lichter. De spanwijdte is 48 tot 51 cm. Het is een betrekkelijk kleine soort zandhoen, met een spitsuilopende staart, donkere ondervleugels en donkere buik. Het mannetje heeft een smalle, donkere borstband en een kastanjebruine buik die naar achter toe donkerder kleurt. De vogels zijn van boven warmbruin met afwisselend donkere en lichte vlekjes. Het vrouwtje is op borst en hals zwart gestreept. De ondersoorten verschillen onderling vooral in de kleuren van de bovenzijde. Zo is P. e. ellioti uit noordoostelijk Afrika vrij licht van boven. Ze bezoeken 's ochtends 2 tot 3 uur na zonsopkomst de drinkplaatsen, soms ook in de avondschemering.

## Verspreiding en leefgebied

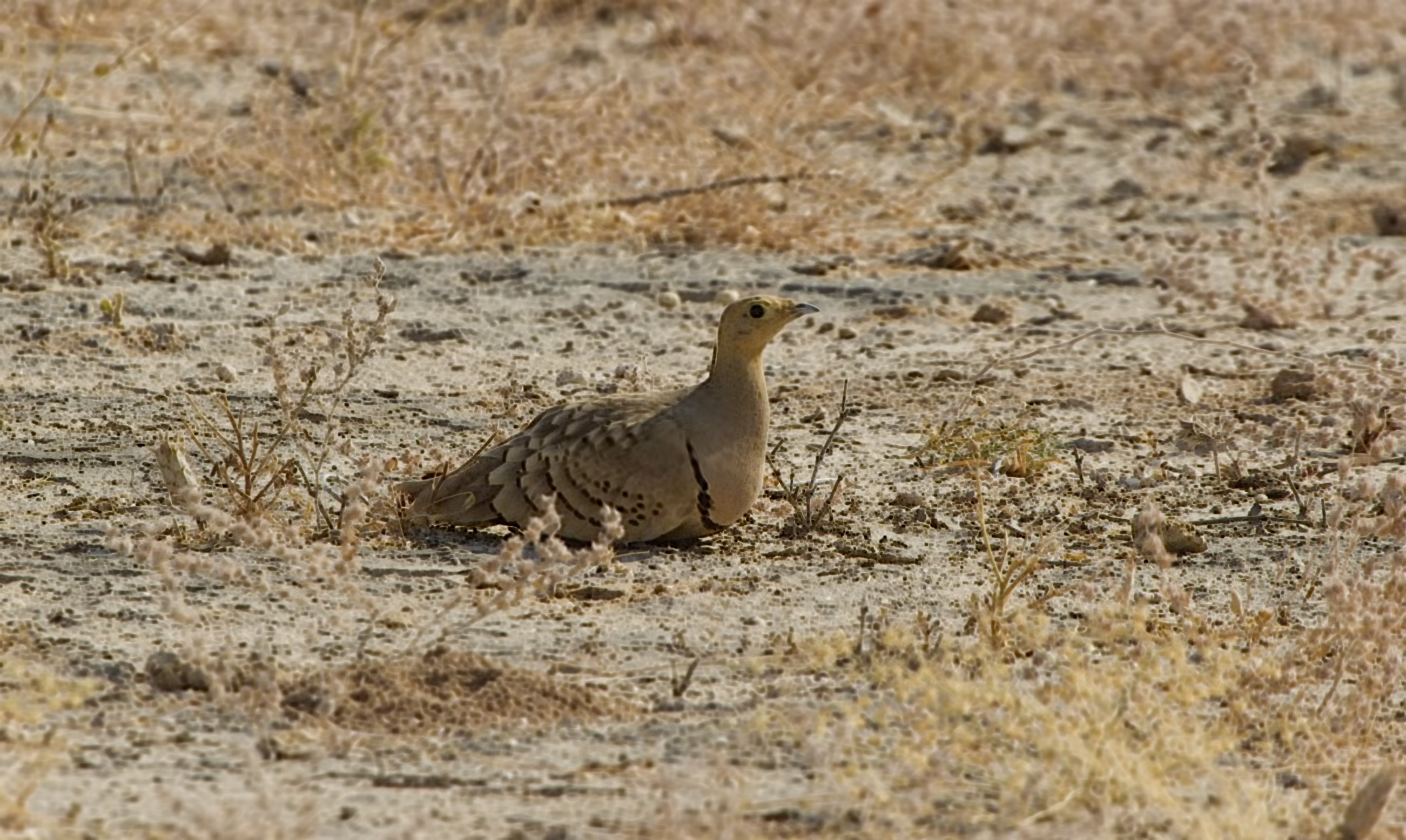
Roodbuikzandhoen, mannetje

Hij leeft in het noorden en het midden van Afrika, alsook in het zuiden van Azië.  Binnen dit grote verspreidingsgebied worden zes ondersoorten onderscheiden:
- P. e. floweri: Egypte.
- P. e. exustus: Mauritanië, Senegal en Gambia tot centraal Soedan.
- P. e. ellioti: zuidoostelijk Soedan, Eritrea, noordelijk Ethiopië, Somalië.
- P. e. olivascens: zuidwestelijk Ethiopië, Kenia en noordelijk Tanzania.
- P. e. erlangeri: het westelijk en zuidelijk Arabisch Schiereiland.
- P. e. hindustan: zuidoostelijk Iran, Pakistan en India.

Het leefgebied bestaat uit halfwoestijnen met doornig struikgewas zoals soorten Acacia, maar ook wel op braakliggend akkerland in aride gebieden. Het is een vogel van vlak of zwak golvend terrein tot op 1500 m boven de zeespiegel.

## Status
De grootte van de wereldpopulatie is niet gekwantificeerd. De vogel is wijd verspreid en vaak algemeen in geschikt habitat. Men veronderstelt dat de soort in aantal stabiel is. Om deze redenen staat het roodbuikzandhoen als niet bedreigd op de Rode Lijst van de IUCN.